# Olympische Winterspiele 2018/Shorttrack – 1000 m (Frauen)
Der Wettkampf über 1000 m Shorttrack der Frauen bei den Olympischen Winterspielen 2018 wurde am 20. und 22. Februar 2018 in der Gangneung Ice Arena ausgetragen.
Olympiasiegerin wurde die Niederländerin Suzanne Schulting, Silber gewann Kim Boutin aus Kanada und die Bronzemedaille erhielt Arianna Fontana aus Italien.

## Bestehende Rekorde
| Weltrekord         | Shim Suk-hee ( Südkorea)  | 1:26,661 min | Calgary | 21. Oktober 2012 |
| Olympischer Rekord | Valérie Maltais ( Kanada) | 1:28,771 min | Sotschi | 18. Februar 2014 |

## Ergebnisse
Q – Qualifikation nächste Runde
ADV – Advanced
PEN – Penalty
GK – Gelbe Karte

### Vorläufe
| Rang | Lauf | Athletin                | Land                             | Zeit (min) | Anmerkung |
| ---- | ---- | ----------------------- | -------------------------------- | ---------- | --------- |
| 1    | 1    | Shim Suk-hee            | Südkorea                         | 1:34,940   | Q         |
| 2    | 1    | Véronique Pierron       | Frankreich                       | 1:35,299   | Q         |
| 3    | 1    | Bianca Walter           | Deutschland                      | 1:36,128   | ADV       |
|      | 1    | Han Yutong              | Volksrepublik China              |            | DSQ       |
| 1    | 2    | Choi Min-jeong          | Südkorea                         | 1:31,190   | Q         |
| 2    | 2    | Qu Chunyu               | Volksrepublik China              | 1:31,279   | Q         |
| 3    | 2    | Anastassija Krestowa    | Kasachstan                       | 1:31,557   |           |
|      | 2    | Deanna Lockett          | Australien                       |            | DSQ       |
| 1    | 3    | Suzanne Schulting       | Niederlande                      | 1:29,519   | Q         |
| 2    | 3    | Jekaterina Jefremenkowa | Olympische Athleten aus Russland | 1:29,598   | Q         |
| 3    | 3    | Kim Yeong-a             | Kasachstan                       | 1:29,703   |           |
| 4    | 3    | Petra Jászapáti         | Ungarn                           | 1:29,838   |           |
| 1    | 4    | Arianna Fontana         | Italien                          | 1:30,676   | Q         |
| 2    | 4    | Valérie Maltais         | Kanada                           | 1:30,773   | Q         |
| 3    | 4    | Jessica Kooreman        | Vereinigte Staaten               | 1:31,657   |           |
| 4    | 4    | Kathryn Thomson         | Großbritannien                   | 1:32,150   |           |
| 1    | 5    | Lara van Ruijven        | Niederlande                      | 1:30,896   | Q         |
| 2    | 5    | Magdalena Warakomska    | Polen                            | 1:31,259   | Q         |
| 3    | 5    | Andrea Keszler          | Ungarn                           | 1:31,446   | ADV       |
|      | 5    | Elise Christie          | Großbritannien                   |            | GK        |
| 1    | 6    | Li Jinyu                | Volksrepublik China              | 1:32,335   | Q         |
| 2    | 6    | Yara van Kerkhof        | Niederlande                      | 1:43,364   | Q         |
|      | 6    | Sofja Proswirnowa       | Olympische Athleten aus Russland |            | DSQ       |
|      | 6    | Anna Seidel             | Deutschland                      |            | DSQ       |
| 1    | 7    | Kim A-lang              | Südkorea                         | 1:30,459   | Q         |
| 2    | 7    | Marianne St-Gelais      | Kanada                           | 1:30,512   | Q         |
| 3    | 7    | Sumire Kikuchi          | Japan                            | 1:30,970   |           |
|      | 7    | Lana Gehring            | Vereinigte Staaten               |            | DSQ       |
| 1    | 8    | Kim Boutin              | Kanada                           | 1:32,402   | Q         |
| 2    | 8    | Hitomi Saito            | Japan                            | 1:32,457   | Q         |
| 3    | 8    | Charlotte Gilmartin     | Großbritannien                   | 1:32,899   |           |
| 4    | 8    | Cynthia Mascitto        | Italien                          | 1:32,926   |           |

### Viertelfinale
| Rang | Lauf | Athletin                | Land                             | Zeit (min) | Anmerkung |
| ---- | ---- | ----------------------- | -------------------------------- | ---------- | --------- |
| 1    | 1    | Kim Boutin              | Kanada                           | 1:30,013   | Q         |
| 2    | 1    | Kim A-lang              | Südkorea                         | 1:30,137   | Q         |
| 3    | 1    | Marianne St-Gelais      | Kanada                           | 1:30,180   |           |
| 4    | 1    | Véronique Pierron       | Frankreich                       | 1:30,323   |           |
| 5    | 1    | Bianca Walter           | Deutschland                      | 1:31,085   |           |
| 1    | 2    | Arianna Fontana         | Italien                          | 1:30,074   | Q         |
| 2    | 2    | Valérie Maltais         | Kanada                           | 1:30,131   | Q         |
| 3    | 2    | Li Jinyu                | Volksrepublik China              | 1:30,175   |           |
| 4    | 2    | Hitomi Saito            | Japan                            | 1:30,804   |           |
| 1    | 3    | Choi Min-jeong          | Südkorea                         | 1:30,940   | Q         |
| 2    | 3    | Qu Chunyu               | Volksrepublik China              | 1:31,284   | Q         |
| 3    | 3    | Magdalena Warakomska    | Polen                            | 1:31,698   |           |
| 4    | 3    | Lara van Ruijven        | Niederlande                      | 1:31,754   |           |
| 1    | 4    | Shim Suk-hee            | Südkorea                         | 1:29,159   | Q         |
| 2    | 4    | Suzanne Schulting       | Niederlande                      | 1:29,377   | Q         |
| 3    | 4    | Jekaterina Jefremenkowa | Olympische Athleten aus Russland | 1:29,466   |           |
| 4    | 4    | Yara van Kerkhof        | Niederlande                      | 1:29,670   |           |
| 5    | 4    | Andrea Keszler          | Ungarn                           | 1:30,642   |           |

### Halbfinale
QA – Qualifikation für das A-Finale
QB – Qualifikation für das B-Finale
| Rang | Lauf | Athletin          | Land                | Zeit (min) | Anmerkung |
| ---- | ---- | ----------------- | ------------------- | ---------- | --------- |
| 1    | 1    | Kim Boutin        | Kanada              | 1:29,065   | QA        |
| 2    | 1    | Arianna Fontana   | Italien             | 1:29,156   | QA        |
| 3    | 1    | Kim A-lang        | Südkorea            | 1:29,212   | QB        |
|      | 1    | Valérie Maltais   | Kanada              |            | DSQ       |
| 1    | 2    | Suzanne Schulting | Niederlande         | 1:30,949   | QA        |
| 2    | 2    | Shim Suk-hee      | Südkorea            | 1:30,974   | QA        |
| 3    | 2    | Choi Min-jeong    | Südkorea            | 1:31,131   | ADV       |
|      | 2    | Qu Chunyu         | Volksrepublik China |            | DSQ       |

### A-Finale
| Rang | Athletin          | Land        | Zeit (min) | Anmerkung |
| ---- | ----------------- | ----------- | ---------- | --------- |
| 1    | Suzanne Schulting | Niederlande | 1:29,778   |           |
| 2    | Kim Boutin        | Kanada      | 1:29,956   |           |
| 3    | Arianna Fontana   | Italien     | 1:30,656   |           |
| 4    | Choi Min-jeong    | Südkorea    | 1:42,434   |           |
|      | Shim Suk-hee      | Südkorea    |            | DSQ       |

Es wurde kein B-Finale ausgetragen, da Kim A-lang die einzige Athletin war, die sich für dieses qualifizierte.